# Чоровода
Чоровода (алб. Çorovodë, Çorovoda) — город на юге Албании. Административный центр округа Скрапари. Население 3 918 (2023, перепись).

## География
Расположен на реке Осуми, в среднем её течении, у впадения реки Чоровода в Осуми.

## История
Название города происходит от болгарского словосочетания «Черна вода».
В городе родился бывший президент страны Илир Мета.

## Достопримечательности
Река Осуми, протекающая через город, образует каньон и пещеры. В каньоне проводятся сплавы на каяках. Другая достопримечательность — турецкий мост Ura e Mesit через реку Чоровода.